# Eberhard Schmidt-Elsaeßer
Eberhard Schmidt-Elsaeßer (* 1. April 1955 in Itzehoe) ist ein deutscher Politiker (SPD). Er war von Juni 2012 bis Juni 2017 Staatssekretär im Ministerium für Justiz, Europa und Kultur des Landes Schleswig-Holstein. Zuvor war er von 2006 bis 2009 Staatssekretär im Schleswig-Holsteinischen Ministerium für Justiz, Arbeit und Europa und von April 2011 bis Juni 2012 Staatssekretär im Ministerium für Justiz und Gleichstellung des Landes Sachsen-Anhalt.

## Biographie
Von 1975 bis 1981 studierte Schmidt-Elsaeßer Rechtswissenschaften an der Christian-Albrechts-Universität zu Kiel und legte dort 1981 das erste juristische Staatsexamen ab. Anschließend promovierte er am örtlichen Institut für Umweltschutz-, Wirtschafts- und Steuerstrafrecht. Seine Dissertation trägt den Titel „Medizinische Forschung an Kindern und Geisteskranken - Zur Strafbarkeit von Forschungseingriffen an Einwilligungsunfähigen“.
Nach zweitem juristischem Staatsexamen und Promotion im Jahr 1987 trat Schmidt-Elsaeßer 1988 in die Steuerverwaltung Schleswig-Holsteins ein. Von 1990 bis 1996 arbeitete er in der Wirtschaftsabteilung und Haushaltsabteilung im Finanzministerium und war danach Referatsleiter in der Staatskanzlei. Als Abteilungsleiter kehrte er 1998 ins Finanz- und Energieministerium zurück und fungierte dort ab 2002 als ständiger Vertreter des Staatssekretärs. Von April 2005 bis Juni 2006 übte er dieselbe Funktion im Ministerium für Justiz, Arbeit und Europa aus.
Schmidt-Elsaeßer ist verheiratet und hat drei Kinder.

## Politik
Schmidt-Elsaeßer ist Mitglied der SPD. Ab Juni 2006 wurde er als Nachfolger von Peter Nissen Staatssekretär im Ministerium für Justiz, Arbeit und Europa des Landes Schleswig-Holstein. Im Zuge des Bruchs der von Ministerpräsident Peter Harry Carstensen (CDU) geführten Großen Koalition im Juli 2009 wurden am 20. Juli 2009 zunächst alle SPD-Minister aus ihren Ämtern entlassen. Am 23. Juli 2009 wurde auch Schmidt-Elsaeßer und allen anderen Staatssekretären in vormals SPD-geführten Ministerien das gleiche Schicksal zuteil, sie wurden in den einstweiligen Ruhestand versetzt. Schmidt-Elsaeßers Nachfolge als Staatssekretär im Justiz-, Arbeits- und Europaministerium trat Heinz Maurus an, zusätzlich zu seiner Funktion als Chef der Staatskanzlei.
Am 20. April 2011 wurde Schmidt-Elsaeßer Nachfolger von Bernhard Sterz als Staatssekretär in dem von Angela Kolb (SPD) geführten Ministerium für Justiz und Gleichstellung des Landes Sachsen-Anhalt. 14 Monate später kehrte er nach Schleswig-Holstein zurück und wurde dort erneut Staatssekretär im Ministerium für Justiz, Europa und Kultur. Nach der Niederlage seiner Partei bei der Landtagswahl in Schleswig-Holstein 2017 und dem Regierungswechsel wurde er am 28. Juni 2017 aus dem Amt entlassen.

## Quelle
- Lebenslauf von Eberhard Schmidt-Elsaeßer beim Ministerium für Justiz und Gleichstellung des Landes Sachsen-Anhalt
- Lebenslauf von Eberhard Schmidt-Elsaeßer (Memento vom 3. Mai 2007 im Webarchiv archive.today) auf den Seiten des Schleswig-Holsteinischen Ministeriums für Justiz, Arbeit und Europa, abgerufen am 20. Juli 2009

| Personendaten    | Personendaten                                                                      |
| ---------------- | ---------------------------------------------------------------------------------- |
| NAME             | Schmidt-Elsaeßer, Eberhard                                                         |
| KURZBESCHREIBUNG | deutscher Politiker (SPD), Staatssekretär in Schleswig-Holstein und Sachsen-Anhalt |
| GEBURTSDATUM     | 1. April 1955                                                                      |
| GEBURTSORT       | Itzehoe                                                                            |